# Ібіс-лисоголов марокканський
Ібіс-лисоголов марокканський (Geronticus eremita) — один з двох нині існуючих видів роду Ібіс-лисоголов (Geronticus).

## Ареал
Відомо, що ще в XVII столітті ібіс гірський жив на територіях Середземномор'я до Альп. Сьогодні в дикому стані в Європі вид не зустрічається. У природі ібіс-лисоголов марокканський зберігся лише в Марокко та Туреччині, близько десятка пар виявлено в Сирії на кордоні з Туреччиною. У наш час[коли?] вид знаходиться на межі зникнення — CR).

## Опис виду

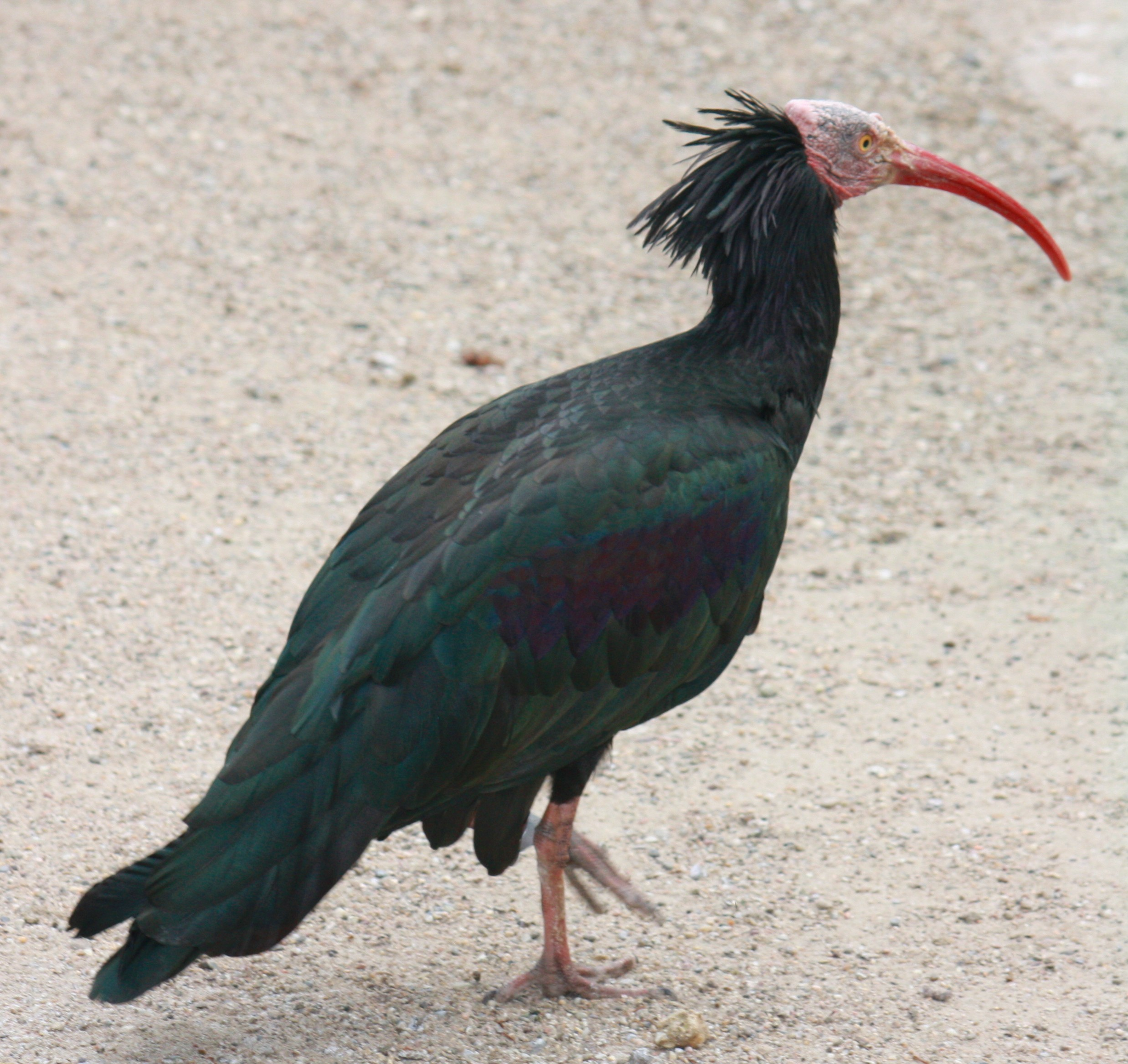
Geronticus eremita.

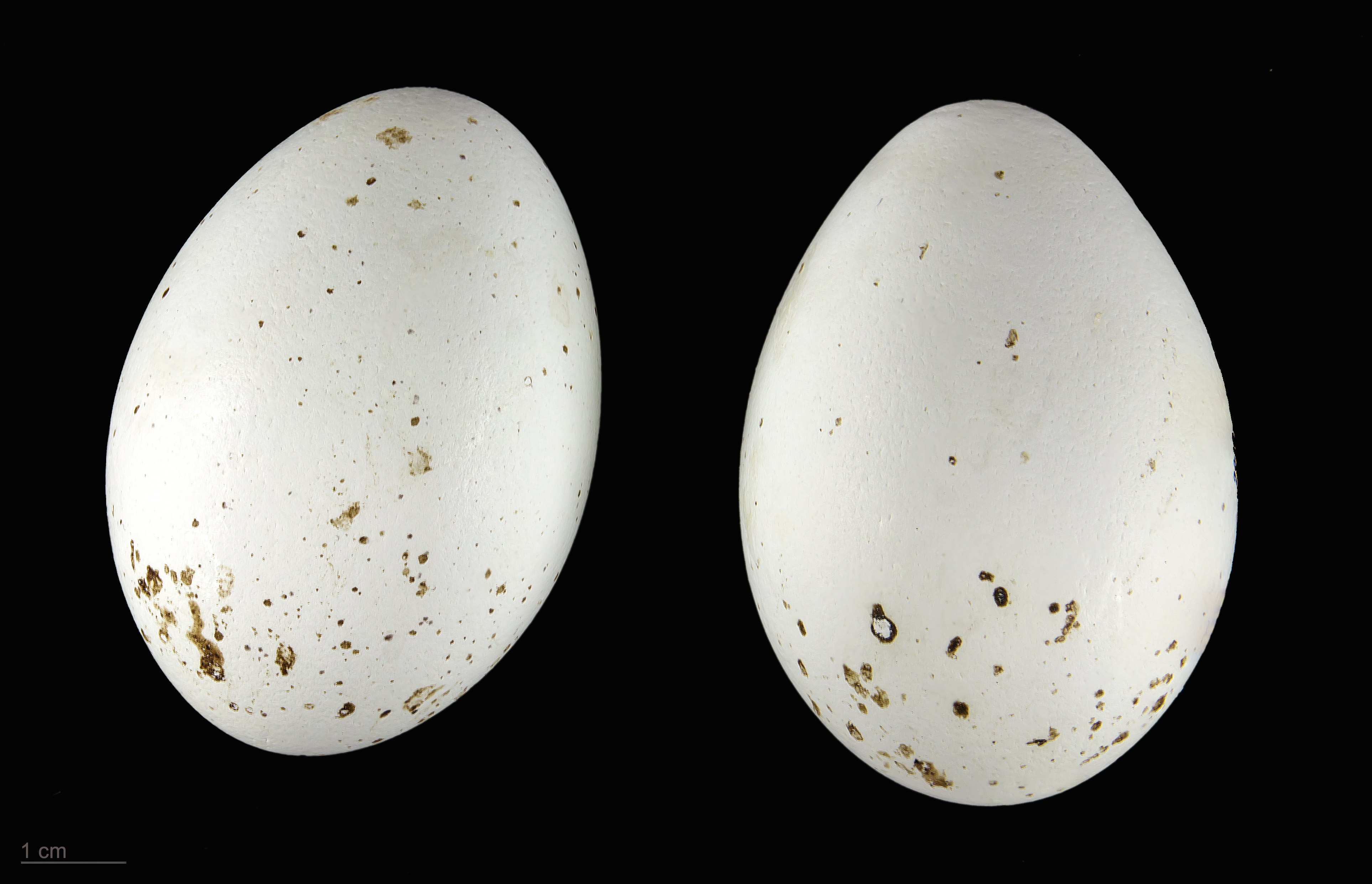
Яйце ібіса-лисоголова марокканського (Geronticus eremita). Тулузский музеум.

Ібіс-лисоголов марокканський — птах довжиною 70—80 см, розмахом крил 125—135 см і масою до 1,2—1,5 кг. На голові є чубчик, чим відрізняється від іншого виду цього роду — ібіс-лисоголов південний, з яким багато в чому схожий.
Харчуються птахи комахами, рідше равликами та червами, а також загиблими дрібними ящірками і птахами. Гніздяться ці птахи колоніями.
Хоча підвиди у ібісу гірського не виділяють, марокканська популяція відрізняється від турецької довшими дзьобами.